# وائل غازي
وائل غازي (28 يونيو 1983 -), ممثل سعودي.

## نبذة تعريفية
بدأ كمقدم برامج تفاعلية في المنتزهات و الأسواق في المملكة و دول الخليج ليستقر بين شاشات التلفاز و قنوات اليوتيوب في عام 2011 م في مسلسل غشمشم 6 ليكمل الطريق بعدها بأعمال أخرى و هو صاحب و شريك في مؤسسة ممتع الترفيهية و من المشاركين في برنامج عرب كاستينج الموسم ( 1 ) .

## مهرجانات
- قناة سبيستون ( في المملكة و دول الخليج )
- أرامكوا السعودية
- فعاليات العيد في الرياض
- فعاليات مدهش ( 2008-2009 )
- الهيئة الملكية
- المناسبات العالمية
- مسرحية حلا برة
- كنا كدا 1 - أوبريت خير البحر
- كنا كدا 2 - أوبريت شمسك أشرقت
- مهرجان الخبر السياحي 2015 م
- مهرجان هليت يا عيد

## مسلسلات
- 2011: غشمشم 6.
- 2012: هشتقة.
- 2013: هشتقة 2.
- 2013: أهل البلد.
- 2016: حارة الشيخ.
- 2018: حب بلا حدود.
- 2019: سوق الدماء.
- 2021: عندما يكتمل القمر. - الجزء الثاني

## أداء صوتي
- مسرحية سبايدر مان
- أيام الزهور